# Muzej Vrbovec
Muzej Vrbovec je muzej gozdarstva in lesarstva. Nahaja se v gradu Vrbovec v kraju Nazarje.

## Predstavitev
V Zgornjesavinjski dolini gozdarstvo in lesarstvo že dolgo predstavlja vir preživljanja za znaten del prebivalstva. Zato se je kmalu med zainteresiranimi posamezniki in institucijami pojavila želja po ustanovitvi ustanove, ki bi zaščitila in hranila premično kulturno dediščino s področja gozdarstva in lesarstva. Leta 2000 je občinski svet občine Nazarje ustanovil Muzej Vrbovec. Muzej je septembra 2001 odprl vrata za javnost.
V muzeju so predstavljena področja:
- predstavitev Zgornjesavinske doline
- lesna industrija
- sečnja lesa
- mizarstvo
- požarjenje
- splavilo lesa in splavarjenje
- gradnja riž
- žagarstvo
- gradnja cest in furmanstvo
- žičnice
- gozdna bivališča

## Galerija
- Pogled na razstavni prostor
- Bivališče v gozdu
- Model riže
- Splav
- Žaga za dva delavca